# Tottenham

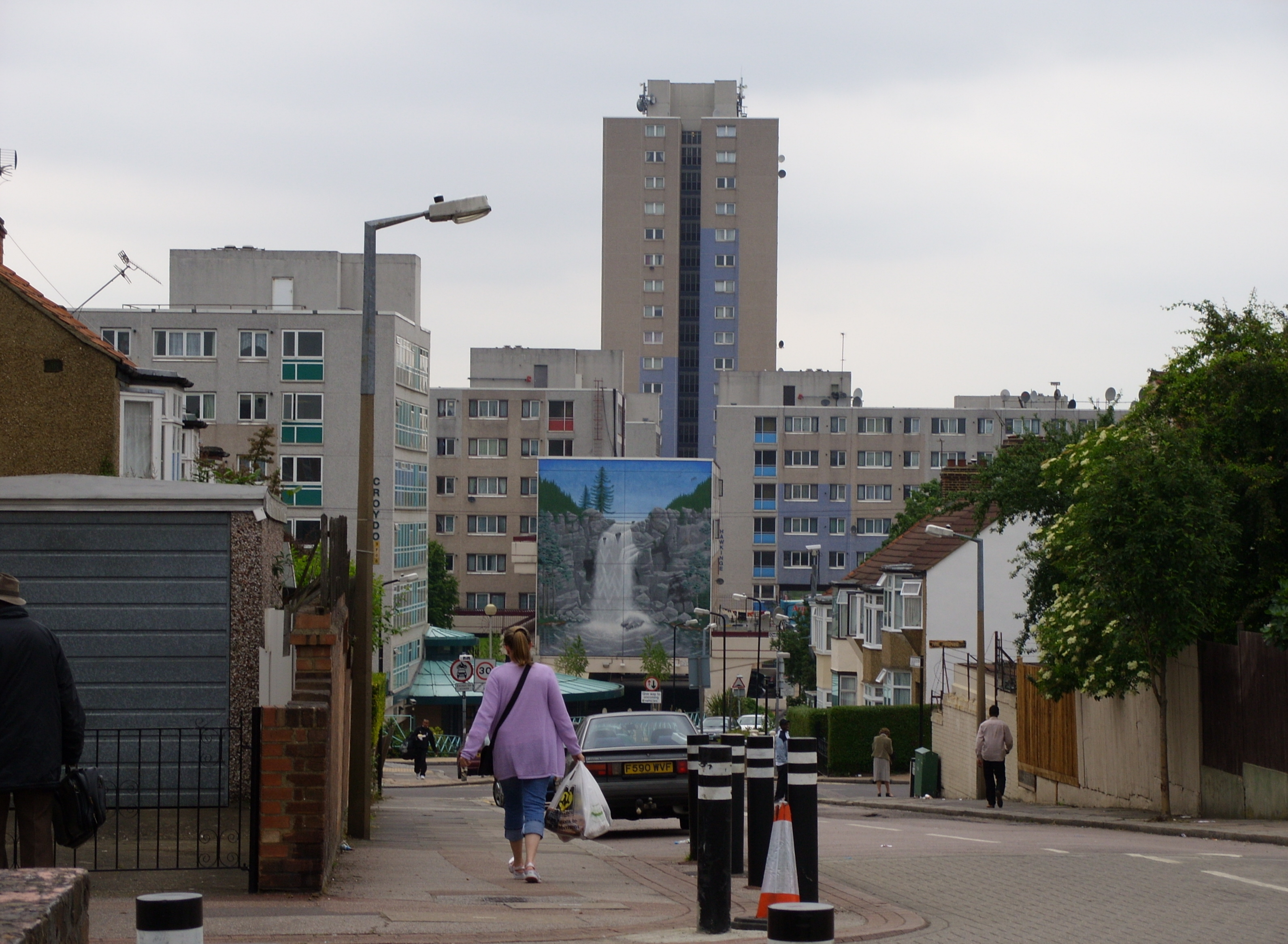
Broadwater Farm

Tottenham  (/ˈtɒtᵊnəm/; pronuncia locale: /ˈtɒʔnəm/) è un quartiere situato nell'area di North London, nel borgo londinese di Haringey, circa 10 chilometri a nord-est di Charing Cross.
Già parrocchia della centena di Edmonton e poi municipio autonomo dell'hinterland londinese, fu soppresso nel 1965 quando fu incluso in Haringey, che a sua volta dal 2000 è uno dei trentatré borghi che formano la città di Londra. Il vecchio palazzo municipale di Tottenham è ora la sede del borgo di Haringey.

## Sport
Il quartiere è noto per ospitare la sede dell'omonima squadra di calcio del Tottenham, vincitrice di due Premier League, otto FA Cup, una Coppa delle Coppe e tre Coppe UEFA/Europa League. Lo stadio che ospitava le sue partite era il White Hart Lane, situato sulla Park Lane e demolito nel 2017 per fare posto al nuovo impianto che sorge sul medesimo sito.